# Loring Coes junior
Loring Coes, Jr. (* 1915 in Worcester, Massachusetts; † 1978) war ein US-amerikanischer Chemiker. Er stellte als Erster eine Hochdruckmodifikation von Quarz synthetisch her, die später nach ihm benannt wurde, das Coesit.

## Leben
Coes wurde 1915 als zweites von fünf Kindern in Worcester in Massachusetts geboren. Schon früh interessierte er sich sehr für chemische Reaktionen und als Student baute er sich ein Laboratorium in seiner Unterkunft. Nach dem Studienabschluss arbeitete er für die Norton Company, eine High-Tech-Firma mit dem Schwerpunkt der Erforschung von superharten Materialien. Coes war starker Raucher und hatte später Alkoholprobleme. Er starb 1978 im Alter von 63 Jahren an Lungenkrebs.

## Forschung
Ab 1945 hat die Norton Company, für die Coes arbeitete, mit hohen Drücken experimentiert. Sie wollten superharte Materialien und Diamanten synthetisch herstellen. Während andere dabei nur auf hohen Druck setzten, nahm Coes einen anderen Weg. Er erkannte, dass in der Natur neben hohem Druck auch große Hitze zur Entstehung von Diamanten notwendig war. Mit viel Einsatz und guten Ideen gelang es ihm die großen Probleme bei diesen Versuchen zu lösen. So konnte er Gesteinsproben Temperaturen von über 1000 °C bei Drücken von tausenden Atmosphären, aussetzen. Die größte Entdeckung gelang ihm, als er gewöhnlichen Quarz einem Druck von 35.000 Atmosphären und einer Temperatur von 800 °C aussetzte. Es entstand eine unbekannte dichte Modifikation des Quarz. Da Coes zu der Zeit unter Geheimhaltung forschte, blieb seine außergewöhnliche Entdeckung der Außenwelt zunächst unbekannt. Erst am 31. Juli 1953 veröffentlichte er eine Kurzfassung über seine Entdeckung, die große Beachtung bei Geowissenschaftlern fand. Coes vermutete auch, dass dieses Mineral in der Natur vorkommen müsste, aber bisher übersehen wurde. Geowissenschaftler versuchten jetzt das Mineral in der Natur zu entdecken. Der Impaktforscher Edward C. T. Chao analysierte Sandsteinfragmente aus den Auswurfmassen des Meteor Craters in Arizona und fand Anfang 1960 das von Coes beschriebene Mineral. Die Internationale Kommission für neue Mineralien benannte das neue Mineral, noch im Jahre 1960, zu Ehren seines Entdeckers, Coesit.